# Bela Nagy
Bela Nagy (n. 21 august 1943) este un fost deputat român în legislatura 1990-1992, ales în județul Bihor pe listele partidului UDMR.